# توماس نوگوچی
توماس سونتومی نوگوچی (انگلیسی: Thomas Noguchi؛ 野口 恒富؛ زادهٔ ۴ ژانویهٔ ۱۹۲۷) رئیس سابق پزشک قانونی شهرستان لس آنجلس، کالیفرنیا است. نوگوچی که اساساً به‌عنوان «پزشک قانونی ستارگان» شناخته می‌شود، علت مرگ بسیاری از افراد مطرح سینمای آمریکا در دهه‌های ۱۹۶۰ و ۱۹۷۰ را تعیین کرد. او کالبدشکافی‌های مریلین مونرو، آلبرت دکر، رابرت اف. کندی، شارون تیت، اینگر استیونس، جنیس جاپلین، جیا اسکالا، دیوید جانسن، دیواین، ویلیام هولدن و جان بلوشی را انجام داد.